# Romina Ccuno
Romina Ccuno (nacida el 1 de septiembre de 2002) es una tenista peruana.
Ccuno tiene el ranking de individuales más alto de su carrera en el puesto número 955 del mundo, logrado el 21 de octubre de 2019. También tiene un ranking de dobles de la WTA de 956, el más alto de su carrera, alcanzado el 14 de octubre de 2019. Hasta el momento, ha ganado dos títulos de dobles en el Circuito ITF .
Ccuno también ha representado a Perú en la Fed Cup con un récord de victorias/derrotas de 0-4.

## Finales del Circuito ITF
| Premios                |
| ---------------------- |
| torneos de USD 100,000 |
| torneos de USD 80,000  |
| torneos de USD 60,000  |
| torneos de USD 25,000  |
| torneos de USD 15,000  |
| torneos de USD 10,000  |

### Individuales: 1 (subcampeón)
| Resultado | G/P | Fecha       | Torneo              | Nivel  | Superficie | Adversario     | Puntaje  |
| --------- | --- | ----------- | ------------------- | ------ | ---------- | -------------- | -------- |
| Pérdida   | 0-1 | agosto 2019 | ITF La Paz, Bolivia | 15,000 | Arcilla    | Jazmín Ortenzi | 3–6, 3–6 |

### Dobles: 4 (2 títulos, 2 subcampeonatos)
| Resultado | G/P | Fecha           | Torneo                | Nivel  | Superficie | Compañero                  | Oponentes                                | Puntaje                |
| --------- | --- | --------------- | --------------------- | ------ | ---------- | -------------------------- | ---------------------------------------- | ---------------------- |
| Pérdida   | 0-1 | agosto 2019     | ITF La Paz, Bolivia   | 15,000 | Arcilla    | Antonia Samudio            | Jazmín Ortenzi Noelia Zeballos           | 2–6, 6–1, [4–10]       |
| Victoria  | 1-1 | octubre de 2019 | ITF Santiago, Chile   | 15,000 | Arcilla    | Melissa Morales            | Mel Reasco González Antonia Samudio      | 6–3, 6–3               |
| Victoria  | 2-1 | septiembre 2021 | ITF Ibagué, Colombia  | 15,000 | Arcilla    | María Camila Torres Murcia | Alica Rusova Antonia Samudio             | 3–6, 6–4, [10–5]       |
| Pérdida   | 2–2 | mayo 2022       | ITF São Paulo, Brasil | 15,000 | Arcilla    | Noelia Zeballos            | Martina Capurro Taborda Fernanda Labraña | 6–7 (1–7), 6–3, [7–10] |